# Paphies subtriangulata
Tuatua
Espèce
Synonymes
- Amphidesma (Taria) porrectum Marwick, 1928[1]
- Amphidesma subtriangulata (W. Wood, 1828)[1]
- Amphidesma subtriangulata cookianum Dawson, 1959[1]
- Erycina subangulata Gray, 1825[1]
- Mactra subtriangulata W. Wood, 1828[1]
- Mesodesma cuneata (Lamarck, 1818) sensu Hanley, 1842[1]
- Mesodesma reentsii Römer, 1862[1]
- Mesodesma spissa Reeve, 1854[1]
- Paphies (Taria) subtriangulata (W. Wood, 1828)[1]
- Paphies porrecta (Marwick, 1928)[1]
- Paphies subtriangulata porrecta (Marwick, 1928)[1]

Paphies subtriangulata est une espèce de palourdes de la famille des Mesodesmatidae. C'est une espèce comestible connue sous le nom de Tuatua en langue maorie.

## Systématique
L'espèce Paphies subtriangulata a été décrite pour la première fois en 1828 par le chirurgien et zoologiste anglais William Wood (d)  (1774–1857) sous le protonyme Mactra subtriangulata,.

## Répartition
Elle est endémique de Nouvelle-Zélande où on la trouve sur les trois principales îles, enfouie dans du sable fin et propre sur les plages de l'océan Pacifique.

## Description
Sa grande coquille est asymétrique, avec la charnière d'un côté. Son plus proche parent, le Pipi (Paphies australis), a une coquille symétrique.

## Liste des sous-espèces
Trois sous-espèces ont été reconnues :
- Paphies subtriangulata subtriangulata (Wood, 1828)
  - Répartition : île du Nord et île du Sud
  - Longueur maximale 76 mm, largeur 48 mm et épaisseur 28 mm.
- Paphies subtriangulata porrecta ( Marwick, 1928)
  - Répartition : Îles Chatham
  - Longueur maximale 93 mm, largeur maximale 57 mm.
- Paphies subtriangulata quoyii (Deshayes, 1832)
  - Répartition :  îles du Nord et du Sud
  - Taille : plus épais par rapport à la longueur - La longueur maximale est de 86 mm, la largeur de 65 mm, et l'épaisseur de 38 mm.

## Paphies subtriangulataet l'humain

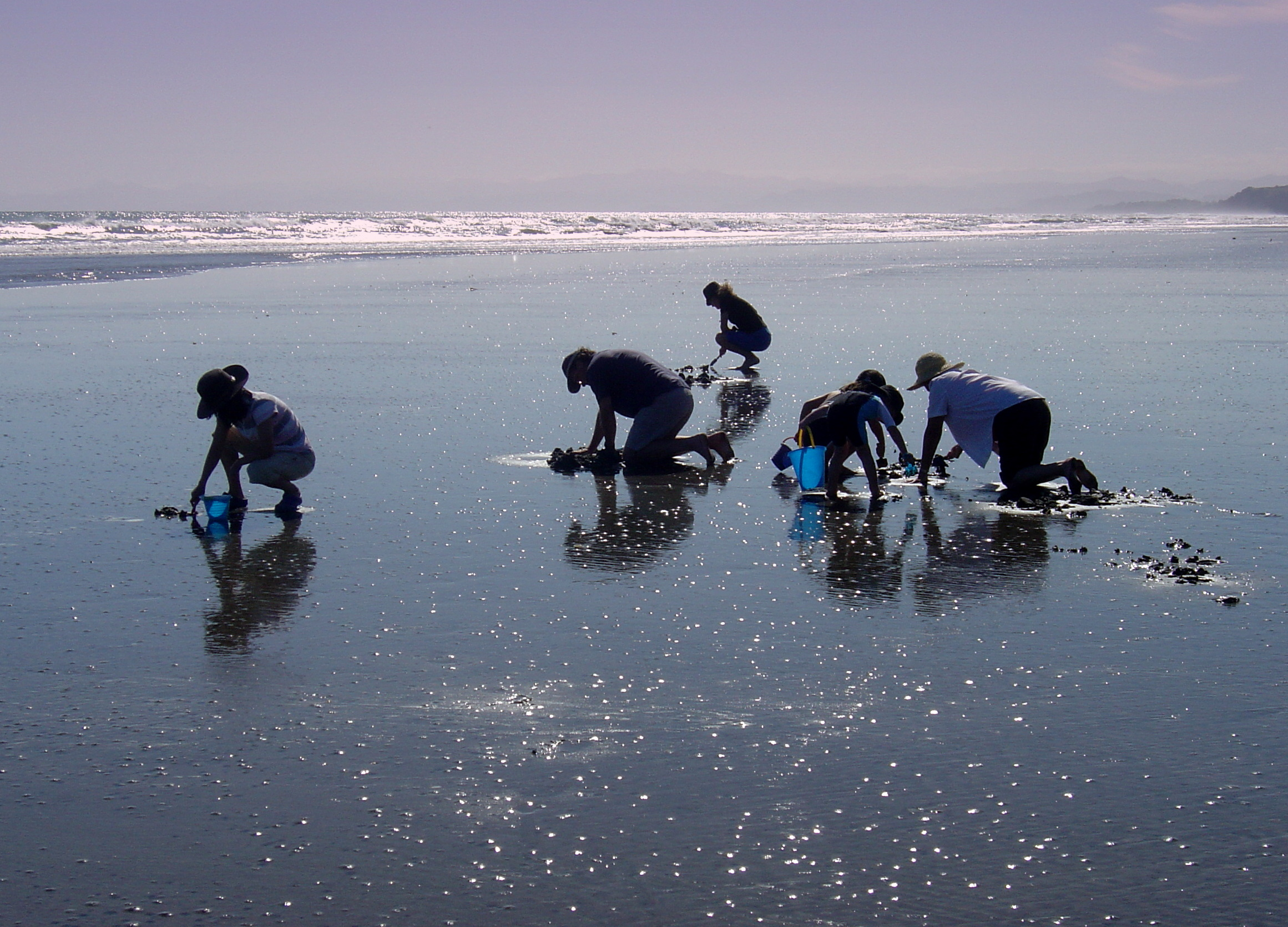
Pêche au tuatua sur la plage d'Ohope, sur l'île du Nord.

Les parties molles de l'animal constituent une friandise, soit transformées en beignets, soit bouillies et servies dans la coquille. Historiquement, l'espèce a été consommée par les Maoris, et ses coquilles forment une composante commune des amas coquillers maoris.
L'animal est capable de s'enfouir très rapidement dans le sable, ce qui fait parfois un défi de le déterrer à temps. Il projette également de l'eau lorsqu'il est menacé. Tous les tuatuas sont protégés, avec des limites légales de capture. Dans certaines zones, chaque pêcheur ne peut pas capturer plus de 50 à 150 tuatuas par jour, selon l'endroit.

## Publication originale
- (en) W. Wood, Supplement to Index testaceologicus : or, A catalogue of shells, British and foreign, Londres, Inconnu, 1828, 96 p. (DOI 10.5962/BHL.TITLE.30661, lire en ligne).